# Чекшур
Чекшу́р (рос. Чекшур) — присілок в Кезькому районі Удмуртії, Росія.
Населення — 32 особи (2010; 26 в 2002).
Національний склад станом на 2002 рік:
- удмурти — 96 %

Урбаноніми:
- вулиці — Центральна